# Estación de Isabel II
Isabel II es una estación de la línea ML-4 de Metro Ligero de Madrid (Tranvía de Parla) situada en la calle Reyes Católicos, junto a su intersección con la calle homónima de Parla. Abrió al público el 6 de mayo de 2007.
Su tarifa corresponde a la zona B2 según el Consorcio Regional de Transportes.

## Accesos
- Isabel II Calle Reyes Católicos, 73

## Líneas y conexiones

### Tranvía de Parla
| << cabecera | < estación      | línea | estación >        | cabecera >> |
| ----------- | --------------- | ----- | ----------------- | ----------- |
| circular    | Reyes Católicos |       | Parque Parla Este | circular    |

### Autobuses
| Diurnos |            |                                  |                           |
| Línea   | Destino    | Parada                           | Operador                  |
| 2       | Circular 2 | 16123 Isabel II - Est. Isabel II | Avanza Movilidad Integral |